# Chase Winovich
Chase Winovich (geboren am 19. April 1995 in Jefferson Hills, Pennsylvania) ist ein ehemaliger US-amerikanischer American-Football-Spieler auf der Position des Defensive Ends. Er spielte College Football für die University of Michigan und in der National Football League (NFL) für die New England Patriots, die Cleveland Browns und die Miami Dolphins.

## College
Winovich besuchte die Thomas Jefferson High School in seiner Heimatstadt Jefferson Hills, Pennsylvania, und spielte dort Football als Linebacker sowie als Quarterback.
Ab 2014 ging Winovich auf die University of Michigan, um College Football für die Michigan Wolverines zu spielen. Nach einem Redshirt-Jahr wechselte er im Frühjahr 2015, nachdem er ursprünglich als Outside Linebacker eingeplant gewesen war, auf die Position des Tight Ends und trainierte auch als Fullback. Er kam kaum zum Einsatz und erzielte zwei Tackles in Special Teams. In der Saison 2016 kam er in allen 13 Spielen als Defensive End zum Einsatz, davon zweimal als Starter. Dabei erzielte er fünf Sacks. Ab der Spielzeit 2017 war Winovich Stammspieler in der Defense der Wolverines und spielte an der Seite von Rashan Gary. In der Saison 2017 erzielte Winovich 79 Tackles, davon 18 für Raumverlust und 8 Sacks, im Jahr darauf kam er auf 69 Tackles, davon 17 Tackles for Loss sowie fünf Sacks. In den Spielzeiten 2017 und 2018 wurde er jeweils in das All-Star-Team der Big Ten Conference gewählt. Insgesamt bestritt Winovich 45 Spiele für Michigan, davon 26 als Starter.

## NFL
Winovich wurde im NFL Draft 2019 in der dritten Runde an 77. Stelle von den New England Patriots ausgewählt. Als Rookie wurde er als Rotationsspieler eingesetzt und kam bei etwa 29 % aller defensiven Snaps zum Einsatz, dabei erzielte er 5,5 Sacks. Zudem wurde Winovich in den Special Teams eingesetzt. Dabei gelang ihm am sechsten Spieltag gegen die New York Giants ein Touchdown nach einem geblockten Punt. Winovich startete mit 2,5 Sacks in vier Spielen als Pass Rusher erfolgreich in die Saison, kam jedoch wegen Schwächen in der Laufverteidigung an den drei folgenden Spieltagen nur zu vereinzelten Einsätzen, bevor er wieder häufiger spielen durfte. Insgesamt kam er 2020 erneut auf 5,5 Sacks. In der Saison 2021 wurde Winovich deutlich weniger eingesetzt als im Vorjahr und stand lediglich bei 14 % aller defensiven Spielzüge der Patriots auf dem Feld.
Im März 2022 gaben die Patriots Winovich im Austausch gegen Linebacker Mack Wilson an die Cleveland Browns ab. Wegen einer Oberschenkelverletzung kam er 2022 nur in acht Spielen zum Einsatz. Als Rotationsspieler verzeichnete Winovich 20 Tackles, einen Sack und einen abgewehrten Pass.
Am 17. März 2023 nahmen die Houston Texans Winovich unter Vertrag. Vor Beginn der Regular Season wurde er Ende August von den Texans entlassen. Am 31. August 2023 schloss Winovich sich dem Practice Squad der Miami Dolphins an. Er kam in drei Spielen zum Einsatz, bevor er am 17. Oktober entlassen wurde. Am 24. Oktober 2023 gab Winovich daraufhin sein Karriereende bekannt.

### NFL-Statistiken
| Saison                             | Saison | Spiele | Spiele      | Tackles | Tackles | Tackles | Tackles | Interceptions | Interceptions | Interceptions | Interceptions | Interceptions | Fumbles | Fumbles | Fumbles |
| Jahr                               | Team   | Spiele | als Starter | Gesamt  | Solo    | Ast     | Sacks   | PD            | INT           | Yds           | Lng           | TD            | FF      | FR      | TD      |
| ---------------------------------- | ------ | ------ | ----------- | ------- | ------- | ------- | ------- | ------------- | ------------- | ------------- | ------------- | ------------- | ------- | ------- | ------- |
| 2019                               | NE     | 16     | 0           | 26      | 17      | 9       | 5,5     | 0             | 0             | 0             | 0             | 0             | 0       | 0       | 0       |
| 2020                               | NE     | 16     | 9           | 48      | 33      | 15      | 5,5     | 2             | 1             | 0             | 0             | 0             | 1       | 0       | 0       |
| 2021                               | NE     | 13     | 0           | 11      | 6       | 5       | 0,0     | 0             | 0             | 0             | 0             | 0             | 0       | 0       | 0       |
| 2022                               | CLE    | 8      | 2           | 20      | 14      | 6       | 1,0     | 1             | 0             | 0             | 0             | 0             | 0       | 0       | 0       |
| 2023                               | MIA    | 3      | 0           | 2       | 1       | 1       | 0,0     | 0             | 0             | 0             | 0             | 0             | 0       | 0       | 0       |
| Gesamt                             | Gesamt | 56     | 11          | 107     | 71      | 36      | 12,0    | 3             | 1             | 0             | 0             | 0             | 1       | 0       | 0       |
| Quelle: pro-football-reference.com |        |        |             |         |         |         |         |               |               |               |               |               |         |         |         |

## Persönliches
Winovich unterstützt die ChadTough Foundation, eine Stiftung, die sich für den Kampf gegen das Diffuse intrinsische Ponsgliom (DIPG), den häufigsten tödlichen Hirntumor bei Kindern, engagiert. Chad Carr, der Enkel des ehemaligen Michigan-Head Coaches Lloyd Carr, starb 2015 im Alter von fünf Jahren an dieser Krankheit, wodurch Winovich darauf aufmerksam wurde. Auf Initiative von Winovich färbten sich er sowie mehrere Spieler und Trainer von Michigan vor dem Outback Bowl am 1. Januar 2018 ihre Haare orange, um auf das Problem aufmerksam zu machen, wodurch die Stiftung über 200.000 Dollar an Spenden erhielt.